# Pèrgoles de la plaça del Rosesar
Les Pèrgoles de la plaça del Rosesar són una obra noucentista de Castell d'Aro, Platja d'Aro i s'Agaró (Baix Empordà) protegida com a bé cultural d'interès local.

## Descripció
Conjunt format per diferents elements constructius que conformen la plaça del Roserar. L'espai de la plaça queda limitat per una estructura en pèrgola perimetral i que uneix l'espai públic amb el privat. Una mateixa estructura conforma l'espai de plaça, i entra dins parcel·les privades conformant part del jardí. Aquesta està formada per una doble jàssera i biguetes de formigó, sobre pilars quadrats. La pèrgola central està formada per pilars quadrats revestits amb pedra. Entre les jàsseres s'estén una coberta feta de diferents capes de rasilla, amb un motiu geomètric a la part inferior. Acompanyant les pèrgoles hi ha uns murets baixos que serveixen de banc, que en part tenen motius geomètrics amb ceràmica vitrificada aplacada